# Bent Andresen
Bent Andresen (* 7. Januar 2003 in Hamburg) ist ein deutscher Fußballspieler. Der Außenverteidiger wurde überwiegend beim Hamburger SV ausgebildet und steht aktuell bei Kickers Emden unter Vertrag.

## Karriere

### Verein
Andresen wechselte zur Saison 2018/19 vom Niendorfer TSV aus dem Hamburger Stadtteil Niendorf in das Nachwuchsleistungszentrum des Hamburger SV, in dem er in seinem ersten Jahr mit den B2-Junioren (U16) Meister der zweitklassigen B-Junioren-Regionalliga Nord wurde. Zur Saison 2019/20 rückte der Linksverteidiger, der auch auf der rechten Seite spielen kann, zu den B1-Junioren (U17) auf und absolvierte unter Pit Reimers alle 21 Spiele in der B-Junioren-Bundesliga Nord/Nordost, ehe die Spielzeit ab März 2020 aufgrund der COVID-19-Pandemie nicht mehr fortgeführt werden konnte. In der Saison 2020/21 gehörte Andresen den A-Junioren (U19) an, konnte unter Daniel Petrowsky aber nur 3 Spiele in der A-Junioren-Bundesliga Nord/Nordost absolvieren, da auch diese Spielzeit ab November 2020 aufgrund der Corona-Pandemie nicht mehr fortgeführt werden konnte.
Zur Saison 2021/22 wurde der 18-Jährige, der in dieser Spielzeit letztmals für die U19 spielberechtigt war, in die zweite Mannschaft hochgezogen, die in der viertklassigen Regionalliga Nord spielte. Dort traf er auf seinen ehemaligen U17-Trainer Reimers. Nach 9 Regionalligaeinsätzen (5-mal in der Startelf) und einem für die U19 durfte Andresen ab der Länderspielpause im November 2021 unter Tim Walter mit der Profimannschaft trainieren und kam in einem Testspiel gegen den dänischen Erstligisten FC Nordsjælland zum Einsatz. Nach dem Kreuzbandriss des etatmäßigen Linksverteidigers Tim Leibold standen Walter als Außenverteidiger noch Miro Muheim (links), Moritz Heyer (beide Seiten) und Jan Gyamerah (beide Seiten) zur Verfügung; Josha Vagnoman, der in der Vergangenheit ebenfalls beide Seiten bekleidet hatte, fiel zu diesem Zeitpunkt ebenfalls seit längerer Zeit aus. Andresen stand in der Folge bei 4 der letzten 5 Spiele vor der Winterpause in der 2. Bundesliga im Spieltagskader, wurde jedoch nicht eingewechselt. Im Januar 2022 absolvierte Andresen auch die Wintervorbereitung mit den Profis. Nach der Winterpause zählte er noch einige Male zum Spieltagskader, wurde im letzten Saisondrittel aber nicht mehr berücksichtigt, da nun auch Vagnoman aus seiner Verletzung zurückkehrte. Andresen sammelte weiter Spielpraxis in der zweiten Mannschaft, für die er insgesamt 15 Regionalligaspiele absolvierte. Zudem kam er noch 2-mal in der U19 zum Einsatz, die gegen den Abstieg kämpfte und letztendlich den Klassenerhalt erreichte.
Nach den Abgängen von Vagnoman und Gyamerah verfügte der HSV zum Beginn der Saison 2022/23 auf den Außenverteidigerpositionen neben Andresen noch über Leibold und Muheim (beide links) sowie Heyer (rechts). Er zählte daher an den ersten 4 Spieltagen 2-mal zum Spieltagskader. Ende August 2022 wurde mit dem ein Jahr jüngeren William Mikelbrencis ein weiterer Rechtsverteidiger verpflichtet, sodass der HSV auch ohne ihn auf den Außenverteidigerpositionen doppelt besetzt war. Nach Verletzungen von Leibold und Heyer schaffte er es Ende Oktober 2022 wieder in den Spieltagskader. Am 6. November 2022 debütierte Andresen in der 2. Bundesliga, als er bei einem 3:1-Sieg gegen den SSV Jahn Regensburg kurz vor dem Spielende eingewechselt wurde. Bei den anschließenden zwei letzten Spielen vor der Winterpause saß er wieder über die gesamte Spieldauer auf der Bank. Im Januar 2023 absolvierte Andresen das Trainingslager mit den Profis. Anschließend fiel er bis zum Saisonende aufgrund einer Verletzung aus. Er beendete die Saison mit einem Zweitligaeinsatz und 13 Regionalligaeinsätzen (9-mal von Beginn), in denen er 2 Tore erzielte.
Mit dem Beginn der Saison 2023/24 gehörte Andresen wieder fest der zweiten Mannschaft an. Anfang Oktober 2023 kam der Außenverteidiger nach zehnmonatiger Verletzungspause erstmals wieder in der Regionalliga Nord zum Einsatz. Am Saisonende standen für ihn 18 Regionalligaeinsätze und ein Tor zu Buche. Anschließend verließ Andresen den HSV mit seinem Vertragsende.
Zur Saison 2024/25 wechselte Andresen innerhalb der Regionalliga Nord zum VfB Lübeck. Er unterschrieb beim Drittliga-Absteiger einen Einjahresvertrag. Unter Guerino Capretti kam er auf 19 Regionalligaeinsätze (achtmal in der Startelf), in denen er ein Tor erzielte.
Nach seinem Vertragsende wechselte Andresen zur Saison 2025/26 innerhalb der Regionalliga Nord zu Kickers Emden.

### Nationalmannschaft
Andresen kam im Mai 2019 unter Christian Wück einmal in der deutschen U16-Nationalmannschaft zum Einsatz. Im Oktober und November 2019 folgten ebenfalls unter Wück 5 Spiele in der U17. Seit September 2021 ist er unter Hannes Wolf in der U19 aktiv.

## Erfolge
- Schleswig-holsteinischer Pokalsieger: 2025 (VfB Lübeck)
- Meister der B-Junioren-Regionalliga Nord: 2019 (Hamburger SV)